# Italienska kriget 1521–1526
Italienska kriget 1521–1526, också känt som Fyraårskriget, är en del av de italienska krigen. Konflikten uppstod mellan 1521 och 1526 och i den deltog Frans I av Frankrike och Republiken Venedig mot den tysk-romerske kejsaren Karl V, Henrik VIII av England och Kyrkostaten. Bland orsakerna till konflikten är valet 1519–1520 av  Karl V som kejsare över Tysk-romerska riket och nödvändigheten för påven Leo X att alliera sig med Karl för att bekämpa Martin Luther.
Kriget bröt ut i Västeuropa 1521, då Frankrike invaderade Nederländerna i ett försök att hjälpa Henrik II av Navarra att återta sitt kungarike Navarra. Kejsardömets trupper stod emot invasionen och anföll norra Frankrike, där fransmännen stoppades i sin framryckning. Då slöt kejsaren, påven och Henrik VIII en formell allians mot Frankrike, och fientligheterna började på Apenninska halvön. Vid slaget vid Bicocca, besegrade kejsarens och påvens trupper den franska styrkan, och drev bort dem från Hertigdömet Milano. Efter slaget, återgick striderna till fransk jord, medan Republiken Venedig slöt en separatfred. Den engelska armén invaderade Frankrike 1523, medan Charles III, hertig av Bourbon, motsatte sig Frans försök att ta över hans arv, bedrog Frans och allierade sig i stället med Karl V. 1524 misslyckades ett franskt försök att återta det milanesiska hertigdömet och gav möjlighet för Bourbon att invadera Provence i spetsen för en spansk arméstyrka.
Frans I ledde 1526 en andra attack mot Hertigdömet Milano – nuvarande Lombardiet. Hans katastrofala nederlag i slaget vid Pavía, vid vilket han blev tillfångatagen och större delen av hans främsta adelsmän dog, ledde till slutet av kriget. Under sin fångenskap i Spanien undertecknade Frans Madridfördraget, i vilket han avsade sig sina anspråk i Italien, Bourgogne och Flandern. Men några veckor efter sin frigivning avvisade han fördragets villkor, och började på så sätt Cognac-alliansens krig.
Fastän de italienska krigen fortsatte under ytterligare tre decennier, slutade de utan att Frankrike lyckades återta något substantiellt territorium i Italien.